# 宗茂
宗 茂（そう しげる、1953年1月9日 - ）は、日本の元長距離走・マラソン選手、陸上競技指導者で、現在は宮崎県延岡市紺屋町で気功健康塾を経営している。大分県臼杵市出身。血液型はAB型。モントリオール、モスクワ、ロサンゼルスのオリンピック3大会で男子マラソン日本代表となる。一卵性双生児の弟の宗猛とともに、兄弟で多くの国際大会に出場し、入賞を果たした。

## 人物・来歴
猛とともに中学時代より陸上競技を始める。中学2年で兄弟揃って大分県内一周駅伝に出場するなど、早くから地元では注目されていたが、同じ2年生からは学校の指導者が不在となり猛とともに自主的に考えてトレーニングをしたという。親の薦めで猛とともに大分県立佐伯豊南高等学校に進学、下宿生活を送る。高校在学中には全国高校駅伝にも出場を果たした。
高校卒業とともに1971年、旭化成陸上部に入部。1973年3月、延岡西日本マラソンで初マラソンを走り、2時間17分28秒で優勝する。1976年4月の毎日マラソン（後のびわ湖毎日マラソン）で3位に入賞し、同年のモントリオールオリンピックの代表に選ばれた（猛は同マラソンで38位と惨敗したため代表から漏れた）。オリンピック本番では20位と振るわなかったが、日本の代表3人では最上位であった。
1978年2月の別府大分毎日マラソンでは、スタートより果敢に先頭に立ち、当時としては驚異的といえる5km14分台のペースを刻み、40kmまで当時の世界最高記録（デレク・クレイトン：2時間8分33秒6）のペースを上回ったが、後半の強風により世界記録の偉業は阻まれることとなった。それでも世界歴代2位、日本最高記録となる2時間09分05秒6で優勝し、日本人では初のサブテン（2時間10分以内）であった。この快記録は、それまで数年続いた日本のマラソン低迷期を脱する画期となった。同年12月の福岡国際マラソンでは期待をかけられたが、早稲田大学の学生だった瀬古利彦が優勝し、茂は3位であった。以後、瀬古は好敵手として宗兄弟の前に立ちはだかることとなる。1979年には翌年のモスクワオリンピックのプレ大会に派遣され、2位となっている。モスクワオリンピックの代表選考レースであった同年12月の福岡国際マラソンでは、瀬古・猛とゴールの競技場でデッドヒートを演じて2位となり、2大会連続のオリンピック代表に選出される。猛と兄弟揃っての代表となったが、日本がモスクワ大会をボイコットしたため、出場は幻となった。
ロサンゼルスオリンピックまでの間、茂は引き続き日本のトップランナーの一人として活躍した。記録面では1978年の別大マラソン以降サブテンがなかなか出ず、1983年2月の東京国際マラソンでは瀬古が日本最高記録を更新し、猛にも記録を破られることとなったが、ロサンゼルスオリンピックの代表選考となった1983年12月の福岡国際マラソンでは5年ぶりのサブテンとなる2時間09分11秒で3位となり、3大会連続のオリンピック代表となる。前回に続いて猛と兄弟での代表選出である。8月のオリンピック本番では4位に入った猛からは大きく遅れて17位（瀬古は14位）となり、上位に入ることはできなかった。
1985年10月の北京国際マラソンでは兄弟同タイムで優勝（同タイムだが優勝は茂）。国際マラソンでの兄弟1・2位独占は世界初の快挙であった。1987年4月のロンドンマラソンに出場し17位となったのが最後のマラソン出場となり、ソウルオリンピックの代表選考直前に第一線からの引退を表明。その後まもなく、旭化成陸上部の監督に就任した。なお、引退及び監督就任後の1989年2月に一般参加選手扱いで別府大分毎日マラソンに出場して5位（日本人では2位）になっており、これが公式のマラソンレースに出場した最後の記録である。このときはすでに監督の身分でありながらレース中に一時日本人トップともなったが、喜びはなく現役選手のふがいなさを嘆いた。
育てた選手では、森下広一（バルセロナオリンピックマラソン銀）、小島宗幸・忠幸兄弟、川嶋伸次（前東洋大監督。シドニーオリンピックマラソン代表）、宮原美佐子等が知られる。
2005年に旭化成陸上部監督を退任し（現在は陸上部顧問）、九州保健福祉大学の客員教授として活躍。年末の全国高等学校駅伝競走大会の男子と年明けの全国都道府県対抗男子駅伝（ひろしま男子駅伝）、別府大分毎日マラソンの解説者を務める。特にひろしま男子駅伝は第1回大会からNHKのテレビ中継の解説を担当し続けている。一方、陸上部監督退任後に気功への関心を深め、2008年6月には延岡市内に「気功健康塾」を開設した。
弟の猛とは利き手が異なり、猛の右利きに対し茂は左利きである（いわゆるミラー・ツイン）。また、性格も猛は几帳面で努力家なのに対して、茂はおおざっぱで天才肌。またマラソンへの取り組み方も違い、「練習あるのみ」とひたすら練習に励む猛に対して、茂は「マラソンは練習より調整」とし、自分の感性のまま走った。マラソンでは、1978年の別大マラソンにも見られるように、スタートから先頭を引っ張る積極的レースが多かった。ストライド走法を用いていた。
茂と猛が揃って出走したフルマラソンは22回あるが、兄弟で先着した数は茂が12回、猛が10回で茂が上回る。また上記の初マラソンや1985年の北京国際マラソンのように、兄弟で1・2位となったレースは4回（他の2回はいずれも別府大分毎日マラソン）あり、そのすべてで茂が勝利を収めている。

## マラソン成績
- 自己最高記録…2時間09分05秒6（1978年2月、別府大分毎日マラソン優勝時）

| 年月    | 大会名                     | タイム      | 順位 | 備考                                                                 |
| ------- | -------------------------- | ----------- | ---- | -------------------------------------------------------------------- |
| 1973.01 | 延岡西日本マラソン         | 2：17：28.6 | 優勝 | 準優勝は猛（兄弟で1・2位）                                           |
| 1973.12 | 国際マラソン               | 2：23：24   | 18位 |                                                                      |
| 1974.12 | 福岡国際マラソン           | 2：18：32   | 16位 |                                                                      |
| 1975.12 | 福岡国際マラソン           | 2：15：50   | 16位 |                                                                      |
| 1976.04 | 毎日マラソン               | 2：18：05   | 3位  | モントリオール五輪代表選考会                                         |
| 1976.09 | モントリオールオリンピック | 2：18：26   | 20位 |                                                                      |
| 1976.12 | 福岡国際マラソン           | 2：14：59   | 4位  |                                                                      |
| 1977.12 | 福岡国際マラソン           | 2：37：45   | 52位 |                                                                      |
| 1978.02 | 別府大分毎日マラソン       | 2：09：05.6 | 優勝 | 日本最高記録、自己最高記録、世界歴代2位、 準優勝は猛（兄弟で1・2位） |
| 1978.04 | 毎日マラソン               | 2：17：13.4 | 3位  | 優勝は猛                                                             |
| 1978.07 | ミルトンケーネスマラソン   | 2：22：27   | 4位  |                                                                      |
| 1978.12 | 福岡国際マラソン           | 2：11：41.2 | 3位  |                                                                      |
| 1979.04 | 毎日マラソン               | 2：13：26   | 優勝 |                                                                      |
| 1979.07 | プレオリンピック           | 2：13：26   | 2位  |                                                                      |
| 1979.12 | 福岡国際マラソン           | 2：10：37   | 2位  | モスクワ五輪代表選考会                                               |
| 1980.12 | 福岡国際マラソン           | 2：10：23   | 5位  |                                                                      |
| 1981.02 | 別府大分毎日マラソン       | 2：11：30   | 優勝 | 準優勝は猛（兄弟で1・2位）                                           |
| 1981.12 | 福岡国際マラソン           | 2：10：19   | 3位  |                                                                      |
| 1983.02 | 東京国際マラソン           | 2：13：18   | 10位 |                                                                      |
| 1983.12 | 福岡国際マラソン           | 2：09：11   | 3位  | ロサンゼルス五輪代表選考会                                           |
| 1984.08 | ロサンゼルスオリンピック   | 2：14：38   | 17位 |                                                                      |
| 1985.02 | 東京国際マラソン           | 2：10：32   | 優勝 |                                                                      |
| 1985.04 | ワールドカップマラソン     | 2：12：27   | 17位 |                                                                      |
| 1985.10 | 北京国際マラソン           | 2：10：23   | 優勝 | 準優勝は猛（兄弟で1・2位）                                           |
| 1987.05 | ロンドンマラソン           | 2：14：53   | 17位 |                                                                      |
| 1989.02 | 別府大分毎日マラソン       | 2：12：49   | 5位  | 引退後の出場                                                         |

## 著書
- 『振り向いたら負けや　茂と猛のマラソントーク 』（宗猛との対談集、講談社、1986/1、ISBN 978-4062026093）
- 『宗茂・宗猛のマラソン練習 (GAKKEN SPORTS MOOK)』（学習研究社、1994/10、ISBN 978-4056007121）
- 『宗茂・宗猛のマラソン練習 ’96 (GAKKEN SPORTS MOOK)』（学習研究社、1995/10、ISBN 978-4056010725）
- 『宗茂 マラソンの心　『マラソン練習』誕生ストーリー(GAKKEN SPORTS BOOKS)』（学習研究社、2008/3、ISBN 978-4054034365）